# Chasse à l'arc
La chasse à l'arc est la pratique de la chasse au gibier par tir à l'arc. De nombreux peuples autochtones ont utilisé cette technique comme principale méthode de chasse depuis des milliers d’années et elle a survécu jusqu’à son utilisation contemporaine pour le sport et la chasse.

## Préhistoire, antiquité, Moyen Âge

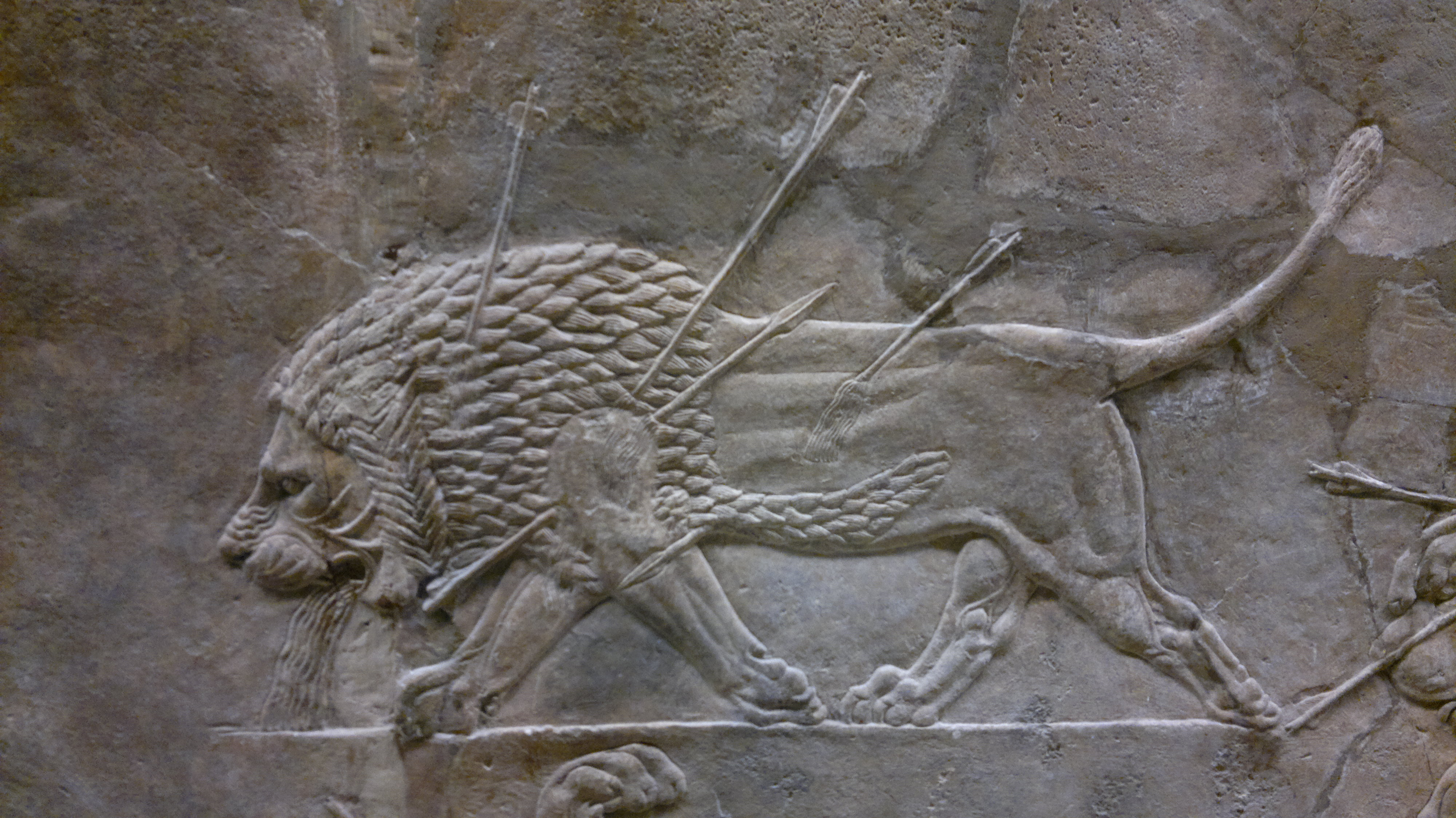
Un lion blessé, détail d'Assurbanipal à la chasse au lion sur un bas-relief de Ninive. Ce lion a subi plusieurs coups de flèche et perd du sang de sa bouche.

Les historiens constatent que l'arc a, de la préhistoire à nos jours été très utilisé dans le monde dont pour la chasse, sauf, semble-t-il dans certaines régions ou périodes historiques (en Océanie par exemple).

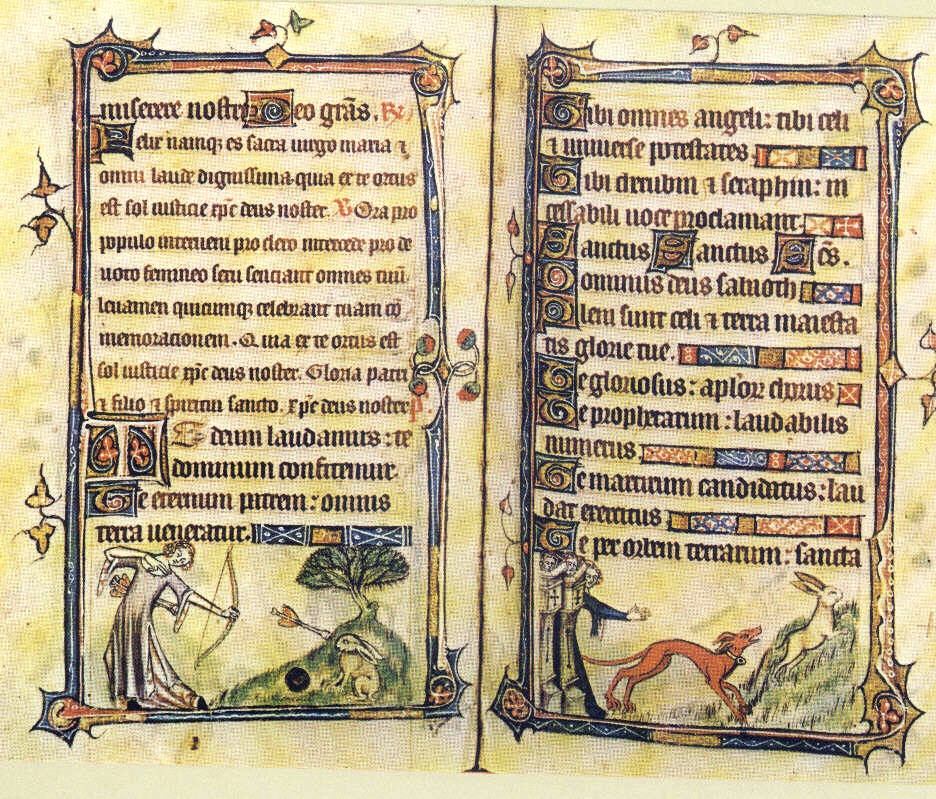
scènes de chasse vers 1325-1340 (parchemin : Taymouth Hours)/ Noter en bas à gauche les flèches-assommoir à embout plat utilisées par cet archer

Des types très divers de flèches ont été utilisés, y compris dans l'antiquité (visibles par exemple sur les bas reliefs égyptiens), dont les flèches non perforantes à embout plat, en forme de croissant, de coupelle, de toupie ou de boules qui pouvaient assommer ou étourdir des oiseaux ou de petits animaux, sans se ficher dans le sol ou en hauteur dans les arbres, de telles flèches semblent aussi avoir été utilisées pour l'entrainement sur des animaux domestiques.

## Histoire moderne
Le dernier membre de la tribu indienne Yahi, un indigène connu sous le nom d' Ishi, est sorti de sa cachette en Californie en 1911,. Son médecin, Saxton Pope, a appris bon nombre des techniques traditionnelles de tir à l'arc d'Ishi et les a popularisées,. Le Pope and Young Club, fondé en 1961 et nommé en l'honneur de Pope et de son ami Arthur Young, est devenu l'un des principaux organismes de chasse à l'arc et de conservation de l'arc en Amérique du Nord. Fondé en tant qu'organisation scientifique à but non lucratif, le club a été inspiré du Boone and Crockett Club et prônait une chasse à l'arc responsable en promouvant la qualité, une chasse équitable et des pratiques saines de conservation. La chasse à l'arc moderne doit en grande partie son succès à Fred Bear, fabricant américain d'arcs de chasse.

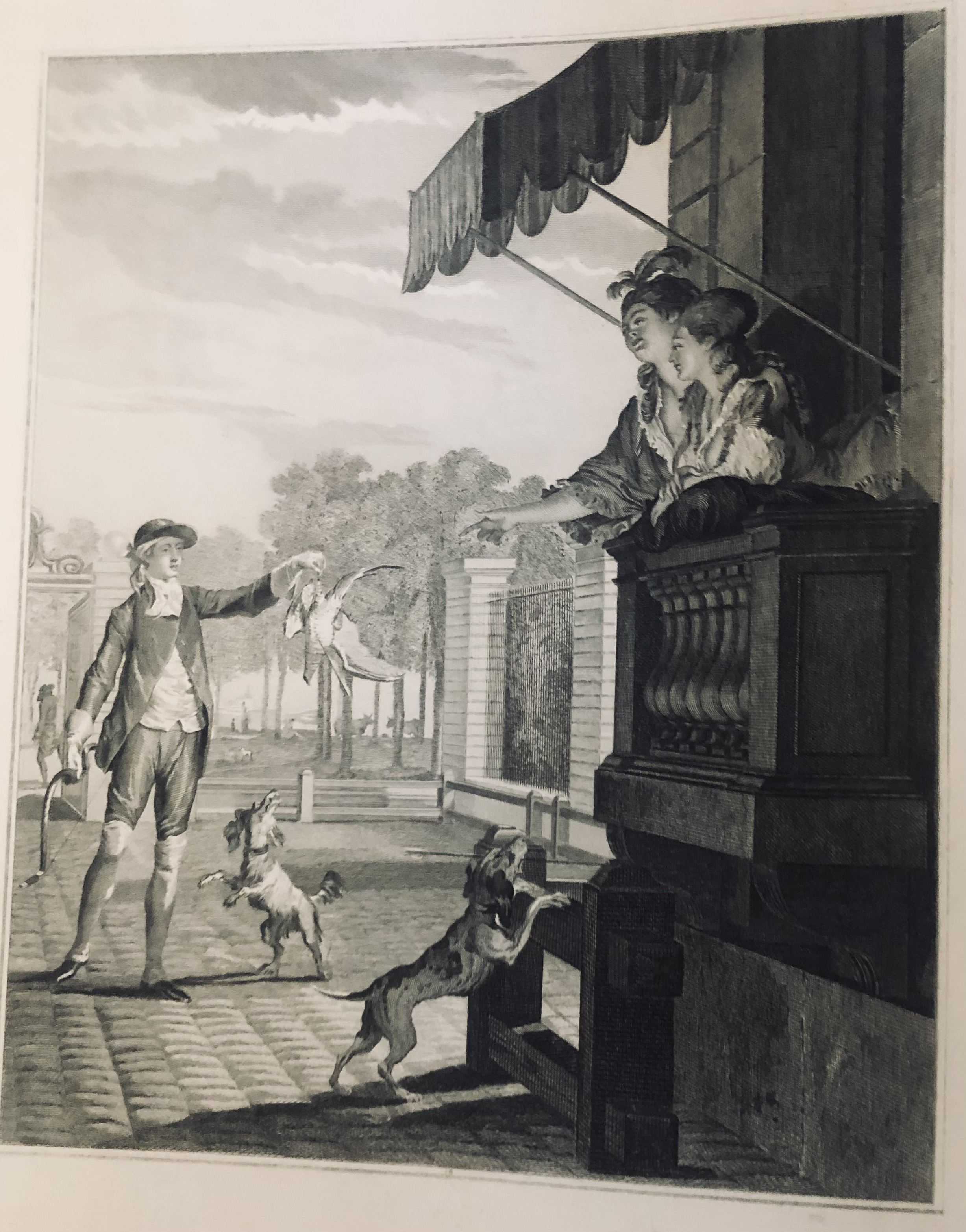
Chasse à l'arc

## Équipement
Les flèches, les arcs et les viseurs sont généralement des versions modernes. Cependant, toutes les variantes, y compris les arbalètes et les arcs en bois, lançant des flèches en bois avec des pointes en pierre, sont utilisées. Les pointes de flèche sont choisies pour assurer la létalité. Les têtes larges possèdent des lames qui font saillie de la tige à un angle pour causer plus de dégâts à la cible; certains modèles ont des lames rétractables qui ne se déploient que lorsqu'elles atteignent la cible.
La chasse au gros gibier nécessite une puissance de plus de 35 kg. Pour les plus grands gibiers tels que les wapitis, il est conseillé d'avoir plus de 50 livres de puissance. La plupart des archers américains masculins peuvent tirer un arc évalué à 50-60 livres et la plupart des femmes 30-40 livres.
Des flèches plus légères donneront une vitesse supérieure et une trajectoire plus plate. Parce que les flèches d’une masse supérieure à 900 grains (58g) ont plus d’élan et pénètre mieux les grands animaux. Les chasseurs à l’arc peuvent les choisir en fonction des animaux qu'ils chassent, dans la limite de la réglementation qui peut imposer une masse minimale (c'est le cas en France par exemple).

## Méthodes de chasse
Contrairement à un chasseur de fusil, qui peut tirer efficacement dans des portées supérieures à 200 mètres; les archers limitent généralement les tirs de 2 à 40 mètres. La distance dépend des capacités individuelles, de l’animal cible, de la puissance de l’arc, du terrain, des flèches et des conditions météorologiques. Le chasseur à l'arc peut marcher lentement sur le sol, à la recherche de gibier et le suivre avec précaution lors de l'approche finale. Ce type de poursuite lente et méthodique est appelé "still hunting". Les chasseurs portent souvent des vêtements de camouflage et marchent au vent (avec le vent dans le visage) afin que le gibier ne puisse pas les sentir.
Dans le stand hunting, le chasseur attend que le gibier vienne à lui, généralement près de la nourriture, de l'eau ou de sentiers connus. Buissons et autres matériaux naturels peuvent être placés pour la couverture, ou un "store de protection au sol" qui ressemble à une tente de camouflage peut être utilisé. Le chasseur peut également attendre sur un support en bois ou en métal élevé dans un arbre, de trois à six mètres.
La chasse à l'arc pour le poisson s'appelle la pêche à l'arc. L'équipement de pêche à l'arc ajoute généralement une ligne attachée à une bobine ou à une bobine, ainsi qu'une flèche spécialement conçue et plus épaisse. La plupart des pêcheurs à l'arc n'utilisent pas de viseurs, mais s'ils en ont, ils sont différents des viseurs standards pour prendre en compte la réfraction.

## Considérations juridiques et culturelles
La chasse à l'arc a souvent des saisons et des restrictions différentes de la chasse à l'arme à feu, et elles diffèrent considérablement d'une région à l'autre. Le chasseur doit prendre en compte les approches juridiques et culturelles spécifiques à la région.

### Europe
Des pays tels que le Danemark, la France, l'Espagne, le Portugal, l'Italie, la Hongrie, la Finlande, la Bulgarie et la Slovénie utilisent la chasse à l'arc comme outil de chasse dans la gestion moderne du gibier. Certains pays européens, y compris le Royaume-Uni, interdisent la chasse à l'arc. La chasse à l'arc, tout comme le tir à l'arc sur cible, a été relancée au Royaume-Uni à l'époque victorienne mais est interdite depuis 1965. Une loi récemment adoptée en Estonie autorise la chasse à l'arc du petit gibier.

#### En France
Dans ce pays, la chasse à l'arc a longtemps été interdite par le Code rural jusqu'au début des années 1990. Selon Franck Carré (rapporteur de la loi sur la police de la chasse du 3 mai 1844 devant la Chambre des pairs le 16 mai 1843), elle favorisait le braconnage en raison de son caractère silencieux. Cet argument a prévalu,, malgré quelques expérimentations faites à partir des années 1970 dans certaines forêts domaniales sous l'égide de l’ONF et l’ONC (après accord du Conseil national de la chasse et de la faune sauvage). Quelques chasseurs à l’arc ont créé des associations et se sont fédérés dans le « Bow hunting club de France », tout pratiquant leur activité dans une plus ou moins grande clandestinité.
Une association ( « Ligue française des droits de l’animal ») avait demandé la dissolution de cette association, au motif d'un objet illicite au vu des articles 3 et 7 de la loi du 1er juillet 1901). La Cour d’appel de Paris lui a donné raison, considérant que « la chasse à l’arc est prohibée en France », car en contradiction avec l’article 373 du Code rural. Mais, l'association a plaidé en appel que la chasse à tir pouvait étymologiquement englober la chasse à l'arc est expressément autorisée par cet article (373) 3 du Code rural, qui ne distingue pas entre le tir au moyen d’une arme à feu ou au moyen d’une arme à flèche, telle qu’un arc »,,.
En 1991, la 1re Chambre civile de la Cour de cassation a finalement considéré que l'association pouvait exister car « La chasse à tir est expressément autorisée par l’article L. 224-4 du Code rural 4 qui ne distingue pas entre le tir au moyen d’une arme à feu ou au moyen d’une arme à flèche telle qu’un arc, et l’arrêté du 1er août 1986 ne comporte aucune interdiction de l’arc comme arme de tir ; par ailleurs, la prohibition de la pêche à l’arc n’étant pas générale, une association qui a pour objet de faire connaître et faire développer la chasse et la pêche à l’arc n’a pas un objet illicite justifiant sa dissolution », ouvrant aussi théoriquement la possibilité de chasse à l'arbalète, au propulseur ou à la fronde (mais un arrêté du 1er août 1986 modifié interdira ensuite toutes les autres armes ou tout autre instruments pouvant être qualifiés d’armes de tir, en autorisant officiellement la chasse du grand gibier à l’arc, aux conditions pré-citées).
Xavier Péchenard, à l'époque président de la Fédération nationale des chasseurs à l’arc a alors demandé au ministre chargé de la chasse de prendre en compte ce changement jurisprudentiel, ce qu'il fera par un arrêté le 15 février 1995, mais en encadrant ce mode de chasse par une formation pratique obligatoire (postérieure à l’obtention du permis de chasser), des prescriptions applicables aux arcs et flèches utilisés à la chasse (ex :  Utiliser des pointes de chasse à lames n’est autorisé qu’en tir fichant, la flèche ne peut être encochée qu’en action de chasse, les pointes ou flèches équipées de dispositifs toxiques ou d’explosifs sont interdites, ne sont autorisées que les flèches équipées d’un large empennage destiné à freiner la vitesse de la flèche, celles équipées de pointes de chasse, chaque flèche devant en outre porter, de manière indélébile, le N° du permis de chasser de son détenteur, lequel doit pouvoir à tout moment présenter son attestation de participation à une session de formation à la chasse à l’arc (sauf dispense), son titre permanent du permis de chasser, son titre de validation pour la saison en cours et son attestation d’assurance « responsabilité civile chasse » pour la saison en cours, et ce lors de tout contrôle par un agent assermenté pour la police de la chasse ; l’arc, l’armement et le maintien en position armée de l’arc ne doivent être dus qu’à la seule force de l’archer et sa longueur hors tout doit être supérieure à 80 centimètres, etc.),. Les prescriptions édictées en 1995 ont été reprécisées par d'autres arrêtés (en 2003, 2008 et 2012, dont pour le cas particulier de chasseurs étrangers non-résidents ayant dans leur pays un permis autorisant la chasse à l'arc.
En 2022, le site de la Fédération française des chasseurs à l'arc ne publie pas le nombre de ses adhérents, mais selon Eric de Lavenne, son président en 2018 : « la chasse à l'arc est en pleine expansion (...) En France, nous estimons le nombre de chasseurs à l'arc à 12000, répartis dans 88 associations actives. Une progression de 20 % en trois ans. Nos adhérents sont au nombre de 2700 (...) dont 250 formateurs ».

### États-Unis et Canada
Aux États-Unis et au Canada, comme pour d’autres styles de chasse, la chasse à l’arc est réglementée par les provinces et les États. Les réglementations traitent souvent de questions telles que la zone de chasse (certaines zones peuvent être exclusivement réservées à la chasse à l'arc), la période de l’année (saison), le sexe et les espèces de gibier pouvant être capturés. Dans de nombreux cas, une saison de tir à l'arc spéciale est mise de côté afin de minimiser les interférences avec les chasseurs aux fusils. Bien que la chasse à l'arc puisse avoir lieu pendant les saisons de chasse à la carabine, l'orange doit généralement être porté pendant la saison croisée. En outre, dans le but de maximiser la létalité des coups, il existe souvent des réglementations techniques, telles qu'une puissance minimum à l'arc ou une largeur minimale de la tête.
En général, la chasse à l'arc pour le gros gibier commence en grande partie à la fin d'août ou au début de septembre dans les États du nord et les provinces canadiennes et légèrement plus tard dans les États du sud.

### Nouvelle-Zélande
La chasse à l'arc organisée a commencé en Nouvelle-Zélande en 1945. Le gouvernement néo-zélandais réglemente la chasse à l'arc. Un tournoi annuel de campagne sur le terrain de trois jours a lieu chaque week-end de l'anniversaire de la reine à divers endroits de la Nouvelle-Zélande. Les chasseurs à l'arc doivent avoir l'autorisation de chasser sur des terres privées et ne peuvent pas chasser sans permis dans les terres DOC, les parcs nationaux ou toute autre réserve. Toutes les espèces indigènes sont protégées, seules les espèces introduites sont des cibles légales.
Il n'y a pas de saisons spéciales pour les chasseurs à l'arc ou pour la chasse avec une arme à feu. Il existe une société active de chasseurs à l'arc.

### Australie
La chasse à l'arc est pratiquée en Australie et n'est pas spécifiquement réglementée par la loi. Seules les espèces non indigènes sont reconnues comme gibier par l’Australian Bowhunters Association. Cependant, les espèces indigènes peuvent être tuées lors des abattages autorisés par le gouvernement.
Les États de Victoria et de Nouvelle-Galles du Sud réglementent tous deux la chasse à l'arc. À Victoria, la chasse est réglementée par le ministère du Développement durable et de l'Environnement (DSE). En Nouvelle-Galles du Sud, cela se fait par l'intermédiaire du ministère de l'Industrie primaire. À l'heure actuelle, il n'y a pas de réglementation de la chasse spécifique dans les autres États et territoires.
En juillet 2013, le gouvernement de la Nouvelle-Galles du Sud a dissous le Game Council et suspendu temporairement la chasse sous licence dans les forêts de l'État de NSW.
Tandis que Victoria et la Nouvelle-Galles du Sud imposent des exigences de licence aux chasseurs à l'arc potentiels, le sport est auto-réglementé. L'Australian Bowhunters Association et les clubs locaux évaluent les chasseurs à l'aide du certificat de compétence Bowhunter (BPC), conçu pour garantir que les animaux sont tués selon des principes humains.

### Zimbabwe
Le Zimbabwe autorise légalement la chasse à l'arc à poulies depuis 1989 à titre d'exception et depuis 1999 en vertu d'une loi officielle. La puissance d'arc minimale et le poids des flèches sont imposés. La chasse à l'arc n'est autorisée que sur les terres privées ou tribales, mais pas dans les parcs nationaux. Les chasseurs à l'arc doivent être accompagnés de guides agréés ou de chasseurs professionnels. La chasse à l'arc sur les éléphants est principalement menée au Zimbabwe. À la suite de l'indignation internationale suscitée par la chasse illégale de Cecil, le lion, l'Autorité de gestion des parcs et de la faune a interdit en 2015 toute chasse à l'arc, sauf autorisation spécifique, ainsi que d'autres restrictions de la chasse.

## Opposition
Certains sont profondément opposés à la chasse à l'arc en particulier, pour des motifs de cruauté. Selon l'organisation People for the Ethical Treatment of Animals, "les meurtres rapides sont rares et de nombreux animaux souffrent de décès prolongés et douloureux lorsque les chasseurs les blessent gravement sans les tuer".

### Taux de blessures
Une étude menée par l'Oklahoma Fish and Wildlife Agencies a révélé qu'environ 50% des cerfs abattus n'étaient jamais récupérés, soulignant que ce taux était similaire aux données d'autres études. Certains cerfs ont survécu pendant 5 à 7 jours avant de succomber à leurs blessures. "71% à 82% de tous les coups pris" ratent la cible et "le placement des coups est, à toutes fins pratiques, aléatoire".
Dans une autre étude du Maryland, des archers qui avaient passé un test de précision avant la saison ont affirmé que 82% des cerfs touchés avaient été retrouvés dans les 24 heures.
Les chasseurs à l'arc licenciés danois sont tenus de remplir un rapport chaque fois qu'ils tuent un chevreuil. Pour devenir un chasseur à l'arc agréé au Danemark, il est nécessaire de passer un test de compétences très exigeant, y compris un test de précision dans lequel cinq des six flèches doivent frapper dans la zone vitale des cibles de chasse allant du chevreuil au faisan, à des distances inconnues. jusqu'à 25 mètres. Seulement 2% des chasseurs à l'arc danois utilisent un équipement traditionnel. Pour 1999-2004, ces rapports ont montré que 576 flèches avaient été tirés sur des chevreuils. Dans 92,5% des cas, le chasseur a ramassé un chevreuil mort, et 2,6% ont été rapportés comme manquants. Dans 5% des cas, le cerf a été touché et blessé (comme l'indiquent les fluides corporels au sol ou sur la flèche), mais n'a pas été récupéré par le chasseur. La European Bowhunters Association déclare que "ce pourcentage se compare avantageusement aux autres moyens de capturer des chevreuils en Europe".